# 九州東邦
九州東邦株式会社（きゅうしゅうとうほう）は、福岡市に本社を置く医療用医薬品を中心とした健康関連商品の販売を行う企業である。東邦薬品の子会社。

## 概要
- 医療用医薬品を中心とした関連商品の販売・動物薬・水産薬・飼料・防疫剤・ワクチン・医療用高圧ガス・医療用酸素・介護用品等の販売・レンタル・居宅介護支援事業・その他健康関連商品の販売を行っている。

## 沿革
- 1993年 - 福岡県の「鶴原薬品」と熊本県の「吉井」の合併契約書調印。
- 1994年2月 - 鶴原吉井株式会社発足。「合資会社篠田弁慶堂薬房」の営業権を譲受。
- 2000年 - 試薬部を「東邦薬品株式会社」に譲渡。
- 2001年 - 東邦薬品株式会社と業務提携。
- 2004年 - 山口県の範囲を株式会社セイナスに営業譲渡。
- 2006年4月 - 株式交換により東邦薬品株式会社の子会社となる。
- 2007年4月1日 - 福岡県の株式会社ヤクシンを吸収合併し、九州東邦株式会社へ商号変更。
- 2008年10月1日 - 大分営業部、宮崎営業部を森薬品株式会社へ事業譲渡。
- 2009年10月1日 - 森薬品株式会社を吸収合併。
- 2014年7月1日 - 福岡・熊本の二本社制を改め、福岡本社を本社・本店とする。
- 2018年9月1日 - 共創未来福岡薬品株式会社、共創未来大分薬品株式会社、共創未来熊本薬品株式会社及び共創未来鹿児島薬品株式会社を吸収合併。

## 事業展開概説

### 鶴原薬品株式会社
- 1892年 - 門司栄町（北九州市門司区）に「鶴原薬舗」創業。
- 1936年 - 合資会社「鶴原誠蔵商店」設立。
- 1965年 - 「鶴原薬品株式会社」設立。

### 株式会社吉井
- 寛永16年 - 熊本県熊本市に「かみなり伊勢屋」創業。
- 1932年 - 「合名会社伊勢屋吉井薬店」設立。
- 1944年 - 「有限会社伊勢屋吉井薬店」設立。
- 1948年2月 - 「吉井薬品株式会社」設立。
- 1960年 - 山口徳薬品株式会社を川内市に設立。
- 1963年 - 宮崎市の「協同薬品株式会社」と合併し「宮崎吉井株式会社」を設立。
- 1965年 - 「山口徳薬品株式会社」を「鹿児島吉井株式会社」に社名変更。
- 1971年 - 社名を「吉井株式会社」に変更。
- 1975年 - 株式会社梅北春天堂と鹿児島吉井株式会社が合併し、梅北吉井株式会社設立。
- 1985年
  - 「宮崎吉井株式会社」「梅北吉井株式会社」と合併。
  - 長崎県の「重陽堂薬品株式会社」と合併。
- 1991年 - 薬粧部を分離し、株式会社アルコス設立。
- 1993年 - 福岡県の「鶴原薬品」との合併契約書調印。

## 営業所
- 福岡県：福岡市・筑紫野市・宗像市・北九州市・飯塚市・豊前市・久留米市・大牟田市
- 佐賀県：佐賀市・唐津市
- 長崎県：長崎市・大村市・佐世保市・対馬市
- 熊本県：熊本市・荒尾市・天草市・八代市・人吉市
- 大分県：大分市・別府市・中津市
- 宮崎県：宮崎市・都城市・延岡市・日南市・小林市
- 鹿児島県：鹿児島市・薩摩川内市・奄美市・鹿屋市・姶良市

## 出来事
- 2023年1月17日までに公正取引委員会は、国立病院機構が九州地方で行った医薬品の入札で九州東邦を含む医薬品卸5社が談合を繰り返したとして、私的独占の禁止及び公正取引の確保に関する法律（独占禁止法、不当な取引制限）違反で計約6億円の課徴金納付命令を通知した[2]。このことを受け、厚生労働省は九州東邦に対し2023年4月から9カ月間の指名停止を行ったほか[3]、地方自治体もそれぞれの基準で指名停止を行った[4][5]。